# Robert Gersuny

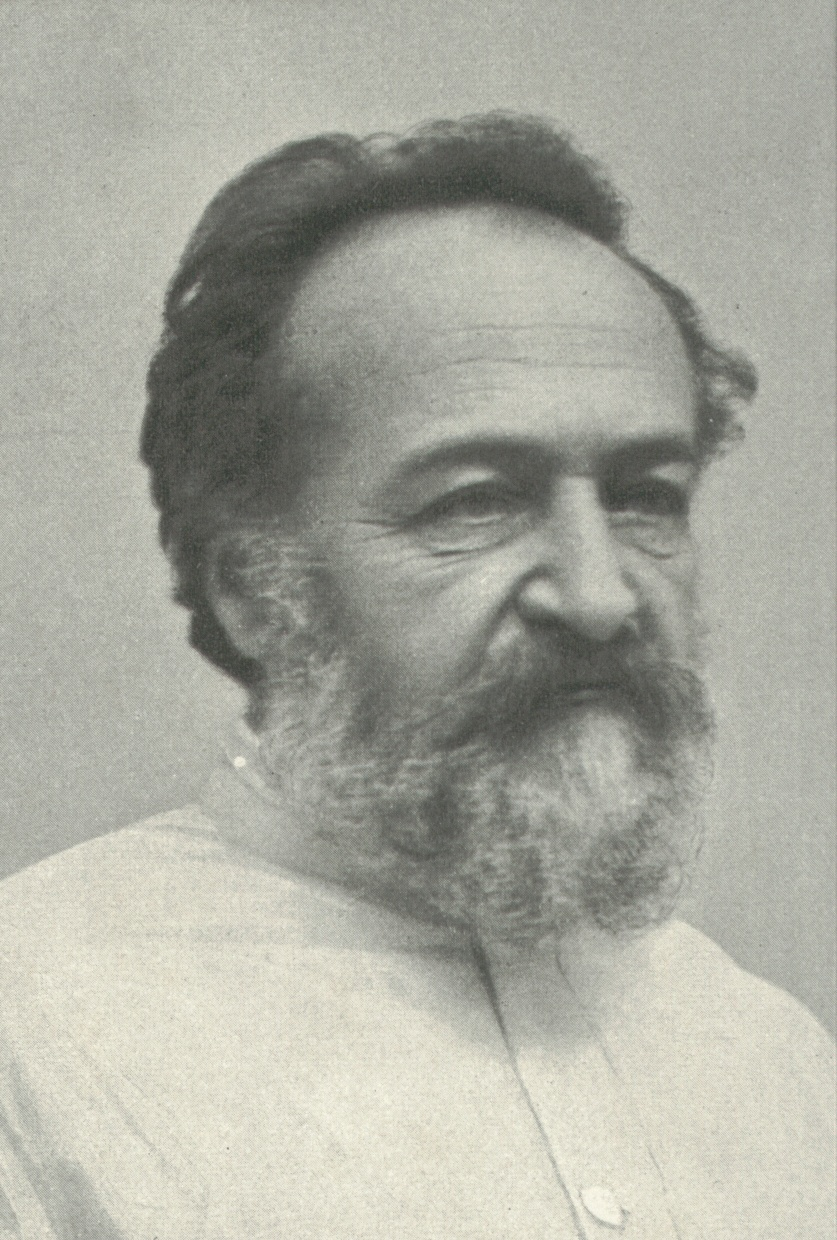
Robert Gersuny

Robert Gersuny, född 15 januari 1844 i Teplitz, Böhmen, död 31 oktober 1924 i Wien, var en österrikisk läkare.
Gersuny blev 1866 medicine doktor, 1880 överläkare och 1895 direktor vid Rudolfinerhaus i Wien. Vid sidan av många smärre uppsatser utgav han Die Krankenpflege im Haus und Spital (nionde upplagan 1919) och Arzt und Patient. Winke für Beide (femte upplagan 1904).